# Histoire de l'Eubée
L’histoire de l'île d'Eubée, la plus grande des îles de la mer Égée en Grèce s'étale de la préhistoire à nos jours. Célèbre pour ses cités antiques Chalcis et Érétrie, l'île fut aussi une base vénitienne importante face à l'Empire ottoman.

## Préhistoire
L'Eubée est habitée dès l'époque néolithique comme le montrent les traces de villages au centre et à l'ouest de l'île remontant au IIIe millénaire av. J.-C.. Une activité commerciale avec les Cyclades est attestée alors. La période de l'âge du bronze ancien en Eubée, est représentée par la découverte d'un site urbain très important à Manika (près de Chalcis). La découverte d'un cimetière, de squelettes, et de vestiges, ont permis d'affirmer que l'alimentation des hommes de cette époque, était équilibrée, avec une consommation régulière de légumes et de viande. Cette découverte vient rejoindre quelques rares spécimens déjà trouvés sur sol eubéen à Magoula près d'Érétrie et à Styra, ce qui confirme, avec d'autres trouvailles, des liens étroits qu'entretenaient l'Eubée et Erétrie avec les Cyclades au Cycladique Ancien II (environ 2500 av. J.-C.).

## Protohistoire

### Période mycénienne
Au IIe millénaire av. J.-C. la présence mycénienne est attestée sur l'île.

## Antiquité

### Période archaïque
L'île est citée dans l'Iliade par Homère ; les habitants, nommés collectivement Abantes, envoient sous la conduite du roi Eléphénor de Chalcis une flotte de 40 vaisseaux à la Guerre de Troie. Nauplios, roi d'Eubée, blessé par la mort injuste de son fils Palamède (condamné), jure de se venger des Grecs revenant du siège et fait allumer des feux sur la côte du promontoire de Capharée. Les Grecs, pensant que ces feux indiquent leur chemin, foncent sur les rochers et perdent une grande quantité de vaisseaux et de marins.
La période archaïque est considérée comme celle de l'apogée de l'Eubée et de ses cités Chalcis et Érétrie. Puissantes, elles participèrent à la vague de colonisation grecque. Le peuplement de l'île appartient à la branche ionienne ; quatre cités se partagent le territoire insulaire : au nord Histiée/Oréos, au centre Chalcis et Érétrie, au sud Carystos.
- Les périodes post-palatiale et submycénienne (vers 1200-1050 av. J.-C.) ont laissé peu de vestige. Les premières sépultures de la nécropole de Toumba, sur le site de Lefkandi, datent de cette époque.
- La période protogéométrique (vers 1050-900 av. J.-C.) est marquée par l'apparition de la métallurgie du fer. La seconde moitié de la période correspond à une période de prospérité pour l'île : les cités eubéennes (notamment Chalcis et Érétrie, les deux plus importantes) pratiquent le commerce maritime avec divers peuples de l'Orient tels les Phéniciens, comme l'atteste des bijoux en or du hérôon de Lefkandi provenant de Phénicie. Les Eubéens deviennent également les premiers Grecs à commercer avec les Tyrrhéniens.
- La période géométrique (vers 900-700 av. J.-C.), est marquée par une migration eubéenne en Italie et en Chalcidique.
- La période Géométrique Moyen II (vers 775-770 av. J.-C.), est marquée par une migration eubéenne, vers Pithécusses (actuelle Ischia), île italienne située en mer Tyrrhénienne, au nord du golfe de Naples, dans le groupe des îles Phlégréennes[3].
- Vers 740 av. J.-C. : fondation de Cumes, en Campanie, par des colons de Chalcis, qui devient la première véritable colonie grecque d'Italie.
- Vers 700 av. J.-C. : Chalcis défait sa rivale Érétrie lors de la guerre lélantine, et à la suite de cette victoire domine toute l’Eubée[réf. nécessaire].

### Période classique
- Vers 506 av. J.-C. : à la suite de la défaite de la coalition, Béotiens et Chalcidiens, Athènes va implanter plusieurs milliers de colons en Chalcidique, et colonise l’Eubée affaiblie par la guerre interne entre Chalcis et Érétrie.

- Vers 490 av. J.-C. : début des guerres médiques entre Grecs et Perses qui se terminent vers 449 av. J.-C. Datis, chef de la flotte perse s’empare de Carystos et pille la ville. Érétrie, menacée à son tour, demande l’aide d’Athènes qui envoie 4 000 colons athéniens de Chalcis. Les Erétriens, divisés, capitulent après six jours de siège. La ville est pillée, et sa population déportée en captivité.

- Vers 480 av. J.-C. : deuxième guerre médique entre les Grecs et les Perses. Bataille navale du cap Artémision, situé au nord de l’ile d’Eubée, la flotte grecque commandée par Eurybiade de Sparte tient tête 3 jours à la flotte perse, et se replie à Salamine à l’annonce de la mort de Léonidas.

Plusieurs révoltes des cités eubéennes contre Athènes sont réprimées au cours du Ve siècle. Finalement, profitant des déboires d'Athènes à la fin de la guerre du Péloponnèse, les cités retrouvent leur indépendance en -411 après une révolte menée par la ville d'Érétrie. 
Au IVe siècle ont lieu des tentatives de constituer un État fédéral sur l'île, qui se rapproche des Thébains alors en situation dominante. La situation politique est ensuite marquée par une instabilité, avec des périodes de tyrannie, et des dissensions internes entre les partisans d'Athènes et de la démocratie d'une part, et les partisans de la Macédoine en pleine ascension. À Érétrie, le tyran Plutarque est chassé par une intervention athénienne dirigée par Phocion. La démocratie n'est durablement rétablie qu'en -341 lorsqu'une nouvelle intervention athénienne chasse le tyran Clitarque.

### Tyrans de Chalcis
- Vers 402 av. J.-C. : Antiléon[4] Aristote parle de ce tyran
- Vers 400 av. J.-C. : Phoxus (ou Phobius selon Plutarque). Aristote dit que Phoxus fut tué par le peuple
- Vers 387 av. J.-C. : Ménésarque[4] père de deux fils, Callias et Taurosthene. Ayant insulté les Athéniens, il demande secours pour le défendre contre les Thébains, et est secouru par ceux-ci.
- Vers 340 av. J.-C. : Callias, succède à son père. Il prend parti contre les Athéniens ses protecteurs. Vaincu par Phocion, il demande modestement la paix[Note 2]. Il conserve la puissance souveraine de l'Eubée jusqu'à sa mort. On ne sait si son frère lui succède ou mourut avant lui.

### Périodes hellénistique et romaine
Entre les guerres lamiaque et chrémonidéenne, la vie politique d'Érétrie est marquée par la figure du philosophe Ménédème. Chalcis est l'une des bases stratégiques des Macédoniens et joue un rôle lors des guerres des Diadoques.

## Empire byzantin
Avec le partage de l’Empire romain et l’essor de Byzance, le monde gréco-romain subit d’importants changements économiques, sociaux, culturels et religieux dès la fin du IVe siècle de l’ère chrétienne. Alors que le nord de la Grèce connaît de nombreuses vagues d’invasions de peuplades slaves et germaniques, il semble que l’Eubée soit épargnée. Par sa position stratégique entre la mer Égée et la Grèce continentale, l’île forme un véritable carrefour. La fertilité de ses plaines, notamment celle du Lélante, ses ressources en bois au nord, importantes pour les constructions navales, ainsi que l’abondance de coquillages, indispensables aux teintureries de Chalcis et de Thèbes, lui confèrent un rôle économique important. 
Sur le plan ecclésiastique, l’Eubée compte cinq diocèses: Euripos (Chalcis), Oréos, Carystos, Porthmos, port de l’actuel Aliveri, et Aulon (aujourd’hui Avlonari). De nombreux monastères et églises édifiés entre le IVe et le XIIe siècle témoignent de la richesse de la culture byzantine, tels Aghios Georgios Arma ou Aghios Nikolaos au-dessus d’Amarynthos.  
Si d’anciens centres de l’Eubée se sont déplacés ou ont disparu, comme Erétrie au VIe siècle, d’autres perdurent, comme Chalcis, où l’empereur Justinien Ier (527–565 apr. J.-C.) rétablit les fortifications et le pont sur l’Euripe, dans le but de contrôler la voie maritime du golfe Euboïque. Après la réorganisation de l’empire byzantin, l’Eubée fait partie — en tout cas sous le règne de Justinien II (685–695) — de la province de l’Hellade, dont la capitale est Thèbes. Chalcis sert alors de port pour sa flotte. L'île avait dans les premiers siècles byzantins un gouverneur qui dépendait du préfet de la Ville à Constantinople. Elle intégra ensuite le cinquième thème d'Europe avec l'Attique.
En 880, une attaque des Sarrasins fut repoussée après un long siège grâce à l'utilisation du feu grégeois. Leurs attaques se renouvelèrent après leur conquête de la Crète. En 911, Romain Lécapène fut stratège de l'île.
L'île fit aussi l’objet d'attaques lors des conflits entre l’Empire byzantin avec le royaume normand de Sicile et la république de Venise. Pendant l’été 1147 la flotte du roi Roger II de Sicile s’empara de Corfou, doubla le Péloponnèse, occupa Nauplie et pilla les côtes d’Eubée avant de débarquer dans le golfe de Corinthe et de marcher sur Thèbes. Au printemps 1157 une nouvelle attaque victorieuse des Normands sur Eubée oblige l’empereur Manuel Ier à traiter avec le roi Guillaume Ier de Sicile. En 1171, encore Venise débarqua des troupes commandées par Vital II Michele à Eubée afin d’en pendre le contrôle, mais l'expédition rembarqua à cause d'une épidémie de peste,.

## Période franque et vénitienne

### Conquête
En 1204, à la suite de la IVe croisade, l'île est attribuée à Venise par les vainqueurs (en vertu de la Partitio imperii Romaniae) Cependant au printemps 1205, c'est Boniface de Montferrat, tout nouveau roi de Thessalonique, qui occupe l'île, appelée par les Latins Négrepont, déformation du grec Egripos (variante d'Euripos), un autre nom de Chalcis et de l'île.
L'île est donnée en fief à Jacques d'Avesnes, un chevalier flamand de l'entourage du roi, mais ce dernier tombe rapidement devant les murs de Corinthe.
En août 1205, Boniface Ier inféode de nouveau l'île, cette fois à trois chevaliers originaires de Vérone, l'île étant divisée en trois tiers : septentrional, central et méridional.
Ces seigneurs sont appelés, ainsi que leurs successeurs, les « seigneurs d'un tiers de Négrepont » ou seigneurs terciers (italien: terzieri). La cité de Négrepont dite la città de' Lombardi (actuelle Chalcis), chef-lieu du tiers central, devient propriété commune et indivise des seigneurs.
Les premières décennies de domination des seigneurs lombards sont marquées par l'hésitation des tierciers entre l'hommage à Venise (à qui l'île avait été attribuée en 1204) et l'hommage à l'empereur latin de Constantinople héritier des droits de conquête de Boniface de Montferrat. Ainsi Ravano dalle Carceri qui est devenu seigneur de l'île entière en 1208, prête hommage à la fois au doge Pietro Ziani en mars 1209 et à l'empereur Henri de Hainaut en mai 1209. La présence latine est si forte que l'évêque orthodoxe de Chalcis est alors remplacé par un évêque catholique.
À la mort de Ravano, en 1216, six co-seigneurs sestiers (italien : Sestieri) se partagent le pouvoir, chaque tiers étant divisé en deux. Ils reviennent tous dans la suzeraineté exclusive de l'empereur, jusqu'à ce que Baudouin II cède la suzeraineté sur toutes les îles de la mer Égée à Guillaume II de Villehardouin, prince d'Achaïe, en 1248. 
En 1255, le règlement de la complexe succession de Carintana dalle Carceri (tiercière du nord de 1220 à 1255), provoque un grave conflit entre le prince d'Achaïe, Guillaume II de Villehardouin, suzerain de Négrepont, et les deux tierciers restant, Guglielmo Ier da Verona et Narzotto dalle Carceri. Le 14 juin 1256, ces derniers, prétendants malheureux à l'héritage de la défunte, répudient l'hommage qu'ils avaient prêté au prince Guillaume et prêtent hommage-lige au doge de Venise, provoquant l'intervention militaire du prince.

### Passage sous domination vénitienne
Cette « guerre de succession de Négrepont » se termine en 1259 à la bataille du col du mont Karydi (Mégaride), où le prince bat le duc d'Athènes, Guy de la Roche, allié des seigneurs rebelles. En août 1259, le doge Reniero Zeno négocie la paix avec le prince Guillaume et par le traité du 15 mai 1262, reconnaît la suzeraineté exclusive du prince sur l'île qui ne fut plus remise en cause.
À partir du début des années 1270, les seigneurs lombards de l'île doivent faire face à la révolte d'un de leurs chevaliers, Licario, qui fait allégeance à l'empire byzantin. Il réussit à s'emparer de Carystos en 1276-77 et de la majeure partie de l'île en 1279-80. Il faut attendre 1296 pour que Bonifazio da Verona chasse définitivement les Byzantins de l'île.
Paganino Doria, amiral génois à la poursuite de la flotte vénitienne mit le siège devant Chalcis en 1351. La ville subit alors une épidémie de peste. Pierre IV d'Aragon vint à l'aide de la Sérénissime en lui offrant des troupes et une flotte. Doria leva le siège avant l'arrivée de l'expédition de secours.
À la fin du XIVe siècle, l'achat de la seigneurie de Carystos (1365) puis les morts successives sans héritier de Niccolo III dalle Carceri, duc de Naxos et seigneur des tiers nord et sud (1383), puis de Giorgio III Ghisi, seigneur du tiers central (1390), permettent à Venise d'établir sa domination politique sur la totalité de l'île.

### Administration vénitienne
Une inscription datée de 1273 et retrouvée dans les murailles du palais de Chalcis nous apprend qu'en 1273, l'île était gouvernée par un « bayle » et un conseil.
Si Venise avait renoncé à sa suzeraineté au XIIIe siècle, l'île était restée une base importante pour son commerce en mer Égée et elle y était représentée par un « bayle » résidant à Négrepont.
Venise conserve l'institution des tierciers et se contente d'imposer un protectorat en installant de nouveaux seigneurs. Le protectorat se manifeste aussi par la présence de magistrats vénitiens : un provéditeur qui contrôlait toute l'administration et les finances, un podestat chargé de la justice et un capitaine qui commandait les troupes.

## Période ottomane

### Conquête
Lassé des raids vénitiens dans son Empire depuis leurs bases égéennes, dont l'Eubée, Mehmed II organisa à partir de 1469 une vaste expédition. L'amiral vénitien Nicolas Canale fortifia Chalcis et y rassembla le maximum de ses forces en prévision. Les troupes ottomanes arrivèrent par la Béotie et jetèrent des ponts sur l'Euripe. Le siège fut mis devant Chalcis qui fut systématiquement bombardé par cinquante-cinq gros canons par la terre et bloqué par la flotte ottomane qui contrôlait le détroit. La république de Venise envoya alors une flotte de secours en réunissant le plus possible de galères. Les plus rapides arrivèrent et réussirent à rompre le blocus maritime. Cependant, l'amiral Canale hésita à passer immédiatement à l'attaque des troupes terrestres ottomanes, préférant attendre le reste de la flotte. Chalcis tomba pendant ce temps.
Le 12 juillet 1470 le sultan Mehmed II s'empara de la cité de Négrepont, dont il massacra la moitié de la population, et chassa les trois derniers terciers : Januli III de Noë ou d'Aulnay (un Français italianisé), seigneur du Nord (1447-1470), Nicolo Sommaripa (+1505), seigneur du Centre (1462-1470) et Antonio Giorgio, (+1498), seigneur du Sud (1447-1470). Canale fut désavoué. Il fit remplacé par Pietro Mocenigo qui ne put reprendre l'île. Toutes les tentatives vénitiennes ultérieures échouèrent.

### Administration
Chalcis devint sous l'administration ottomane la capitale d'un vaste sandjak qui incluait une partie de la Béotie ainsi que l'Attique, la Phocide et la Mégaride. Les revenus de l'île appartenait au Capitan Pacha qui était représenté sur place par un kiaya et des beys. Chalcis fut agrandie et fortifiée tandis qu'une forteresse était élevée pour surveiller le port. Il semblerait qu'il y ait eu une division géographique des populations selon leurs origines : Turcs et Juifs dans la ville et Chrétiens dans les faubourgs, mais quatre mosquées avaient été construites : deux dans la ville et deux dans les faubourgs tandis que les jésuites avaient installé une collégiale et une école dans la ville.

## Guerre d'indépendance
L'Eubée se souleva dès 1821, sous l'impulsion de Manto Mavrogenous. Les soldats ottomans se réfugièrent dans les citadelles de l'île dont celles de Chalcis où ils avaient prévu de quoi tenir un long siège. Les insurgés grecs se contentèrent donc d'empêcher toute sortie mais ne se risquèrent pas à un véritable siège. Des troupes eubéennes furent alors envoyées combattre sur le continent. En 1822, Ilias Mavromichalis, le fils de Pétrobey, vint mettre le siège devant Carystos. Mais, à la suite d'un assaut poussé trop loin, les assiégeants se trouvèrent pris par les assiégés et furent exterminés. D'autres Maniotes assiégèrent Chalcis. L'île était en effet un point clé des lignes de ravitaillement ottomanes.

## Grèce moderne
Lors de l'occupation de la Grèce pendant la Seconde Guerre mondiale, l'Eubée, d'abord prise par la Wehrmacht, fut administrée entre mai 1941 et octobre 1943 par les Italiens ; d'octobre 1943 à octobre 1944, les Allemands y reviennent mais doivent y affronter la résistance grecque qui, avec l'aide des troupes grecques et britanniques, finit par libérer l'île au terme de durs combats.
Depuis l'antiquité, plusieurs ponts ont été construits par-dessus de détroit de l'Euripe, mais le grand pont autoroutier suspendu actuel, d'une portée d'environ 215 m, date de 1992.